# La hija del Ministro
La hija del Ministro es una película en blanco y negro de Argentina dirigida por Francisco Mugica según el guion de Sixto Pondal Ríos y Carlos Olivari que se estrenó el 3 de febrero de 1943 y que tuvo como protagonistas a Enrique Serrano, Silvana Roth, Juan Carlos Thorry y Osvaldo Miranda.

## Sinopsis
La hija del Ministro de Legislación Social se acerca al líder de la oposición aparentando ser una obrera para averiguar cómo tratará de desestabilizar a su padre, pero termina enamorándose de él.

## Reparto
- Enrique Serrano ... Gervasio Correa
- Silvana Roth ... Adriana
- Juan Carlos Thorry ... Dip. Luis Orlandi
- Osvaldo Miranda ... Dr. César Vélez
- Juan José Porta ... Dip. Olmos
- Warly Ceriani ... Dip. Méndez
- Enrique Salvador ... Don Fermín
- Alberto Contreras ... "El duque"
- Domingo Mania ... Gálvez (director del asilo de ancianos)
- Cirilo Etulain ... Ledesma
- Carlos Castro Madero
- Julia Celiche
- María Esther Leguizamón
- Ramón Podestá
- Ambrosio Radrizzani
- Julia Peliche
- Sofía Merli
- Eduardo Castro
- José Castro
- Claudio Brook (Sanson)

## Comentarios
Calki opinó:

”No es una comedia insustancial más, destinada a hacer reír superficialmente…Tiene esa rara virtud de los filmes que, además de divertir salen a decir algo.”

Por su parte Manrupe y Portela escriben:

”Comedia de tipo social incluye el tema de corrupción en la política injustamente olvidada dentro de la filmografía del director y que sería interesante redescubrir.”